# Tournefortia setacea
Tournefortia setacea är en strävbladig växtart som beskrevs av Ellsworth Paine Killip. Tournefortia setacea ingår i släktet Tournefortia och familjen strävbladiga växter. Inga underarter finns listade i Catalogue of Life.